# Skënderaj
Skenderaj, Skënderaj ou Srbica (em albanês:  Skënderaj; em sérvio:  Србица, Srbica; em turco:  Skenderay) é uma cidade e município no distrito de Kosovska Mitrovica, no norte do Kosovo. É a maior cidade da região de Drenica no Kosovo.

## História
Tradicionalmente, a área em torno de Skënderaj mostrou uma forte resistência à invasões externas. No século XX, a resistência albanesa começou com um movimento kachak liderado por Azem Bejta e sua esposa, Shote Galica, que lutou contra os invasores búlgaro, austro-húngaras e jugoslavos. Perto do fim da Segunda Guerra Mundial, em 1944, o líder da Brigada de Drenica Shaban Polluzha recusou-se a levar seus 12.000 homens para o norte e participar de grupos partidários a fim de prosseguir os alemães em retirada, porque os grupos sérvios Chetniks estavam atacando a população albanesa no Kosovo.